# Automatische Nummernschilderkennung
Automatische Nummernschilderkennung (auch automatische Kennzeichenerfassung oder automatisierte Kennzeichenkontrolle) ist eine Videoüberwachungsmethode, die Schrifterkennung (OCR) nutzt, um Kfz-Kennzeichen an Fahrzeugen zu erkennen. Automatische Kennzeichenlesesysteme (AKLS) wurden bereits im Jahr 1976 in Großbritannien erfunden und können derzeit ein Fahrzeug pro Sekunde bei einer Fahrgeschwindigkeit von bis zu 160 km/h auswerten. Dazu werden entweder fest installierte Videoüberwachungskameras, Foto- und Videokameras in Geschwindigkeitsmessanlagen oder speziell dafür aufgestellte mobile Geräte genutzt. Derartige Systeme werden von Behörden zur automatischen Beweisführung bei der Erhebung von Mautgebühren und zur Verkehrsüberwachung (etwa Geschwindigkeits- und Abstandsmessungen oder Einhaltung des roten Lichtzeichens an ampelgeregelten Kreuzungen) eingesetzt, soweit die aktuelle Rechtslage dies zulässt.

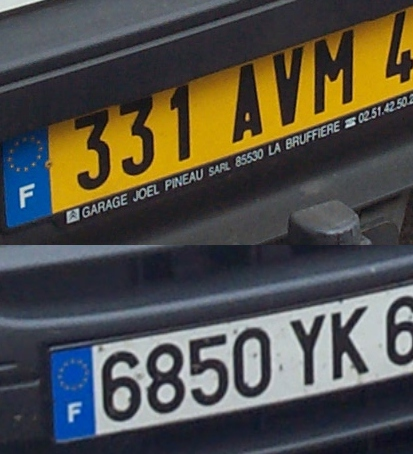
Französische Nummernschilder: Das System muss in der Lage sein, nach Farbe, Form und grafischem Aufbau unterschiedliche Arten von Nummernschildern zu erkennen.

Ein technisch taugliches System kann sowohl die aufgenommenen Bilder speichern als auch den erkannten Text auslesen, teilweise zusätzlich ein Foto des Fahrers speichern. Üblicherweise wird zur Ausleuchtung infrarotes Licht eingesetzt, um unabhängig von der Tageszeit Aufnahmen machen zu können. Die Systeme verwenden auch Blitzlicht, um einerseits die Bildqualität zu steigern und andererseits dem Fahrer sein Fehlverhalten zu signalisieren. Eingesetzte Systeme unterscheiden sich im Detail, insbesondere aufgrund länderspezifischer Unterschiede in den benutzten Nummernschildern.
Die eingesetzte Software läuft auf PC-Hardware und kann mit anderen Programmen oder Datenbanken kommunizieren. Nachdem in dem Foto das Nummernschild lokalisiert ist, wird dieser Bereich optisch normalisiert und qualitativ verbessert. Dann wird eine Schriftzeichenlesung durchgeführt, um den alphanumerischen Text zu erhalten.
Die Systeme werten entweder an Ort und Stelle aus oder es werden Fotos gesammelt und an ein ausgelagertes Rechnersystem gesendet, wo die Erkennung zeitversetzt stattfindet. Wird die Erkennung an Ort und Stelle durchgeführt, dauert der gesamte Erkennungsprozess etwa 250 Millisekunden, wobei der Text der Nummerntafel, das Datum der Aufnahme, der Fahrstreifen und weitere relevante Daten (etwa das angelastete Vergehen) herausgezogen werden. Diese relativ kompakten Informationen werden übertragen oder zur späteren Abholung gespeichert. Werden die Daten ohne Reduktion des Datenvolumens sofort übertragen, dann werden sie von einem leistungsfähigen Server verarbeitet, wie etwa beim London Congestion Charge. Systeme ohne Datenreduktion benötigen für die Übertragung der Bilddaten jedoch eine höhere Bandbreite der Datenverbindung.

## Begriffe
Es gibt eine Vielzahl an Begriffen, die die automatische Nummernschilderkennung bezeichnen. Im Englischen werden folgende Begriffe verwendet:
- Automatic Number Plate Recognition (ANPR)
- Automatic vehicle identification (AVI)
- Car plate recognition (CPR)
- Licence plate recognition (LPR)

## Technik

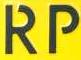
Buchstaben auf einem niederländischen Nummernschild

Der wichtigste Teil in der Software ist die Zeichenerkennung auf den Fotos („Optical Character Recognition“; OCR). Neben vielen technischen Aspekten ist dabei auch auf die Gestaltung der Kennzeichen und der darauf verwendeten Schriftzeichen zu achten. In Deutschland wird bei neuen Kennzeichen seit 2000 die „Fälschungserschwerende Schrift“ verwendet. In dieser Schrift sind üblicherweise ähnliche Buchstabenformen (z. B. Ziffer Null/Buchstabe O, 3/8, E/F oder P/R) bewusst abweichend gestaltet. Obwohl primär zur Erschwerung von Kennzeichenmodifikationen durch Kriminelle eingeführt, vereinfacht dies auch die Zeichenerkennung.
Nach ähnlichem Muster wurden bei der Umstellung der niederländischen Kennzeichen im Jahr 2002 einige Änderungen an der Schriftart vorgenommen. So wurden etwa kleine Leerräume in die Zeichen P und R eingefügt, um diese leichter unterscheiden zu können und den Einsatz der automatischen Nummernschilderkennung zu vereinfachen. Einige Kennzeichen-Systeme benutzen unterschiedliche Schriftgrößen und -positionen, was die automatische Erkennung deutlich erschwert. Komplexe Erkennungssysteme können unterschiedliche Kennzeichenarten erkennen; die meisten sind jedoch auf ein spezifisches System eingestellt.
Als Kamerasystem können bestehende Radar-Kameras oder sonstige Überwachungskameras eingesetzt werden, aber auch mobile Systeme, die meist in Fahrzeugen installiert sind. Einige Systeme benutzen Infrarot-Kameras, um ein besseres Bild des Kennzeichens zu erhalten.

### Algorithmen

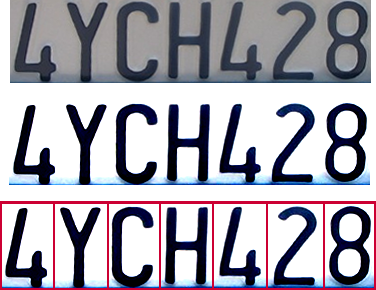
Schritte 2, 3 und 4: Das Nummernschild wird erst auf einen einheitlichen Kontrast und Helligkeit gebracht (Normalisierung) und danach für die Schrifterkennung segmentiert

Folgende Algorithmen werden auf das Bild angewandt, um den Text auf den Kennzeichen zu erkennen:
1. Kennzeichen-Lokalisierung: erkennt die Position des Nummernschildes im Bild
2. Kennzeichen-Orientierung und -Größe: kompensiert Unterschiede in der räumlichen Lage und der Größe des Nummernschildes
3. Normalisierung: passt die Helligkeit und den Kontrast des Bildes an
4. Zeichensegmentierung: identifiziert und trennt die Zeichen des Textes
5. Zeichenerkennung: erkennt die einzelnen alphanumerischen Zeichen.

Die Qualität jeder einzelnen Stufe beeinflusst die Genauigkeit des Gesamtsystems. Während der dritten Phase versuchen einige Systeme, die Ränder der Zeichen – den farblichen Unterschied zwischen den Zeichen und dem Hintergrund – zu erkennen. Ebenso werden Filter benutzt, um optische Störungen zu kompensieren.

### Schwierigkeiten
Es gibt eine Vielzahl an möglichen Problemen, die die Software berücksichtigen und ausgleichen muss. Dies sind etwa:
- Schlechte Bildqualität wegen großer Entfernung der Kamera zum Fahrzeug oder zu geringer Bildauflösung
- unscharfe Bilder, besonders bei hohen Geschwindigkeiten und bei mobilen Kameras
- schlechte Beleuchtung, insbesondere zu geringer Kontrast oder Überbeleuchtung aufgrund von Reflexionen
- verdeckte Kennzeichen, etwa durch Verschmutzung oder Anhängerkupplungen
- unterschiedliche Kennzeichen auf der Frontseite (etwa rein dekorative, wenn erlaubt)
- absichtliche Vereitelung der Aufnahme

Während einige davon von der Software korrigiert werden können, ist der Großteil nur über bessere Hardware oder Änderungen am Gesamtsystem zu erreichen. So lässt sich über eine höhere Platzierung der Kamera das Problem beheben, dass andere Objekte – wie etwa Fahrzeuge – die Nummerntafel überdecken. Andererseits ergeben sich dadurch zusätzliche Probleme durch die stärkere Verzerrung des Kennzeichens.
Viele Länder benutzen retroreflektive Kennzeichen. Diese reflektieren das Licht in die Richtung der Quelle, wodurch sich ein besserer Kontrast ergibt. Auch werden oft nicht-reflektierende Zeichen eingesetzt, was auch unter schlechten Lichtbedingungen den Kontrast erhöht. Infrarot-Kameras eignen sich ebenfalls gut für den Einsatz in solchen Systemen – in Verbindung mit einem Infrarot-Strahler und einem Normallicht-Filter vor der Kamera. Dies kann jedoch nur bei Systemen angewandt werden, die speziell dafür adaptiert sind; herkömmliche Radar-Kameras eignen sich dafür üblicherweise nicht. Werden zu Beweiszwecken auch Echtfarben-Bilder benötigt (etwa des Fahrers), so kann die Infrarot-Kamera mit einer Normallichtkamera gekoppelt werden, um zwei Bilder aufzunehmen.

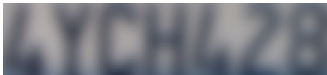
Unscharfe Bilder erschweren die Schrifterkennung

Unscharfe Bilder erschweren die Zeichenerkennung. Es werden daher Kameras mit einer sehr kurzen Belichtungszeit eingesetzt, um die Bewegungsunschärfe zu minimieren. Idealerweise beträgt die Belichtungszeit 1⁄1000 Sekunde. Wird die Kamera sehr niedrig montiert oder bewegt sich der Verkehr langsam, kann diese Zeit auch länger sein. Bei einer Geschwindigkeit von etwa 64 km/h reicht eine Belichtung von 1⁄500 Sekunde, bei 8 km/h genügt 1⁄250 Sekunde.
Andere Fahrzeuge, Anhängerkupplungen, Abschleppstangen oder ähnliche Objekte können die Sicht auf ein oder zwei Zeichen verdecken, ebenso Fahrräder auf Fahrradträgern. Die meisten derartigen Hindernisse können mittels einer höheren Platzierung der Kamera korrigiert werden. Hinsichtlich der Fahrradträger existieren teilweise Gesetze (etwa in Österreich, New South Wales, Australien), die die Montage eines zusätzlichen, gut sichtbaren Kennzeichens vorschreiben, wenn Fahrradträger oder ähnliche Sichthindernisse benutzt werden.
Je nach Anwendungszweck können auch geringfügige Fehler akzeptiert werden. Wird ein Erkennungssystem verwendet, um Zufahrt zu einem ansonst gesperrten Gebiet zu gewähren, so kann die Fehl- oder Nichterkennung eines einzelnen Zeichens meist toleriert werden. Es wäre sehr unwahrscheinlich, dass ein Fahrzeug mit fast dem gleichen Kennzeichen Zutritt zu dem Gelände erlangen möchte. In den meisten Einsatzgebieten ist jedoch eine korrekte Erkennung des gesamten Nummernschildes Voraussetzung für ein Funktionieren des Gesamtsystems.

### Technische Einschränkungen
Eine hohe Fehlerrate und mögliche Fehlidentifikationen werden allgemein und im Einzelfall kritisiert. Durch eine stetige Weiterentwicklung steigen jedoch die Zuverlässigkeit und die Trennschärfe der Systeme ständig an. Es ist davon auszugehen, dass Testreihen mit jeder neuen Gerätegeneration wiederholt durchgeführt werden.
Die Fehlerrate älterer Systeme war alarmierend: Ein Kritiker des Londoner Systems gibt an, dass vier von zehn Nummerntafeln falsch erkannt wurden. Dies führt unweigerlich zu einer hohen Fallanzahl der Verrechnung von Gebühren an unbeteiligte Bürger. Diese können sich gegen eine Zahlung von 10 £ den Beweis erbringen lassen, dass die Kosten gerechtfertigt sind, etwa durch Aushändigung des Beweisfotos. Verbesserungen in der verwendeten Technik haben die Fehlerraten aber drastisch reduziert, obschon unberechtigte Zahlungsansprüche noch immer häufig auftreten.

### Weitere Einsatzgebiete
Für folgende Zwecke lassen sich Systeme zur automatischen Nummernschilderkennung ebenfalls einsetzen bzw. werden bereits eingesetzt:
- Bei Grenzübertritten
- an Tankstellen zur automatischen Zahlungsverrechnung
- an Parkplätzen und Parkhäusern zur Verrechnung und Zutrittskontrolle
- zum Verkehrsmanagement, um die Geschwindigkeit von Fahrzeugen im Verkehrsfluss auszuwerten[1]
- zur Stauvorhersage, durch Auswertung des Verkehrsflusses unter Berücksichtigung der Städte- und Regionenkennziffer
- zur Analyse des Verkehrsverhaltens (Routenwahl, Quelle und Ziele) für die Verkehrsplanung[2]

## Einsatz in der Praxis

### Rechtliche Grundlagen in Deutschland
Bedenklich sind Systeme, die Daten erfassen und ohne Auswertung speichern hinsichtlich des Datenschutzes und der Furcht, von Regierungs- oder anderen Stellen überwacht zu werden („Personenbezogene Bewegungsprofil-Erstellung“). Derartige personenbezogene Daten werden in der Bundesrepublik Deutschland im Rahmen des Grundrechts auf informationelle Selbstbestimmung geschützt. 
Dennoch werden offen erkennbare Abschnittskontrollen (sog. Section Control) von einzelnen Bundesländern seit 2002 zur Gefahrenabwehr (präventiv) eingesetzt, da die Geschwindigkeitsüberwachung und Verhütung der Überschreitung der zulässigen Höchstgeschwindigkeit (Einhaltung eines Tempolimits) ein wichtiges Instrument der Polizei im Kampf für mehr Straßenverkehrssicherheit ist. So wird die Technik nicht grundsätzlich infrage gestellt, strittig waren lediglich die Gesetzgebungskompetenz und eine hinreichend bestimmte Befugnisnorm.
Die automatische Kennzeichenerfassung erfolgt auch verdeckt zu Zwecken der Strafverfolgung.

#### Landesgesetze

##### Entscheidung des deutschen Bundesverfassungsgerichts am 11. März 2008
Das deutsche Bundesverfassungsgericht erklärte am 11. März 2008 die hessischen und schleswig-holsteinischen Polizeigesetze zur automatisierten Kennzeichenerfassung für nichtig. Das Gericht führte aus, die automatisierte Kennzeichenerfassung greife in den Schutzbereich des Grundrechts auf informationelle Selbstbestimmung ein, wenn das Kennzeichen nicht unverzüglich mit dem Fahndungsbestand abgeglichen und ohne weitere Auswertung sofort wieder gelöscht wird. Das Gericht verneinte, dass die durch die beiden Landesgesetze legitimierten Eingriffe in dieses Grundrecht auf verfassungsmäßigen gesetzlichen Grundlage beruhen, unter anderem weil die angegriffenen Bestimmungen dem verfassungsrechtlichen Gebot der Verhältnismäßigkeit nicht genügen.

##### Entscheidung des deutschen Bundesverfassungsgerichts am 18. Dezember 2018
Das Verwaltungsgericht München und der Bayerische Verwaltungsgerichtshof erklärten den Betrieb der Anlagen in Bayern aufgrund des Poliziaufgabengesetzes (PAG) zunächst für zulässig, ebenso das Bundesverwaltungsgericht. Die gegen diese Urteile zum Bundesverfassungsgericht erhobene Verfassungsbeschwerde war jedoch teilweise erfolgreich.
Es fehlte für die Regelungen bereits an der Gesetzgebungskompetenz des Landes insoweit, als die automatische Nummernschilderkennung nicht der Gefahrenabwehr, sondern der Strafverfolgung dienen sollte und diese nicht auf Straftaten von erheblichem Gewicht beschränkt war. Denn die Strafverfolgung fällt gem. Art. 74 Abs. 1 Nr. 1 GG in die konkurrierende Gesetzgebungskompetenz des Bundes, die Sicherheits- und Ordnungsgesetze dagegen in die Zuständigkeit der Länder (Art. 70 GG). Der bayerischen Regelung fehlte die formelle Verfassungsmäßigkeit auch insoweit, als die automatische Nummernschilderkennung der Verhinderung illegaler Einwanderung dienen sollte und der Grenzschutz gem. Art. 73 Abs. 1 Nr. 5 GG in die ausschließliche Gesetzgebungskompetenz des Bundes fällt.

#### Bundesgesetze

##### Bundespolizeigesetz
Nach § 27b des Bundespolizeigesetzes kann die Bundespolizei seit dem 16. Mai 2017 im öffentlichen Verkehrsraum vorübergehend und nicht flächendeckend die Kennzeichen von Fahrzeugen auch ohne Wissen der Person durch den Einsatz technischer Mittel automatisch erheben, wenn
1. dies zur Abwehr einer gegenwärtigen Gefahr für Leib, Leben oder Freiheit einer Person erforderlich ist,
2. dies auf Grund von tatsächlichen Anhaltspunkten für Straftaten von erheblicher Bedeutung, die gegen die Sicherheit der Grenze gerichtet sind, erfolgt oder
3. eine Person oder ein Fahrzeug durch die Bundespolizei oder eine andere Behörde ausgeschrieben wurde und die Begehung einer Straftat von erheblicher Bedeutung durch diese Person oder mittels des ausgeschriebenen Fahrzeugs unmittelbar bevorsteht oder andauert.

##### Strafprozessordnung
Am 20. Januar 2021 billigte das Bundeskabinett einen Gesetzentwurf, dem zufolge Sicherheitsbehörden (unter anderem Zoll und Polizei) automatische Kennzeichen-Lesegeräte im öffentlichen Raum einsetzen können. Gem. § 163g StPO dürfen örtlich begrenzt im öffentlichen Verkehrsraum ohne das Wissen der betroffenen Personen Kennzeichen von Kraftfahrzeugen sowie Ort, Datum, Uhrzeit und Fahrtrichtung durch den Einsatz technischer Mittel automatisch erhoben werden, wenn zureichende tatsächliche Anhaltspunkte dafür vorliegen, dass eine Straftat von erheblicher Bedeutung begangen worden ist, und die Annahme gerechtfertigt ist, dass diese Maßnahme zur Ermittlung der Identität oder des Aufenthaltsorts des Beschuldigten führen kann. 

#### Polizeiliche Praxis
- Die Suche nach gestohlenen Kfz und Straftätern kann unter der Maßgabe erfolgen, dass die Daten nur gespeichert werden, wenn ein direkter Fahndungstreffer vorliegt. So nutzt die Polizei die Kennzeichen-Kontrollen auch um polizeibekannte Unruhestifter auf dem Weg zu einer Großveranstaltung oder einer Demonstration abzupassen. Auch im Kampf gegen grenzüberschreitende Kriminalität oder beim Aufspüren von Menschen ohne Aufenthaltsberechtigung kommt das Verfahren zum Einsatz. Bayern nutzt die Geräte beispielsweise seit 2006. Nach Angaben, die die Landesregierung dem Gericht 2017 gemacht hat, betrieb der Freistaat damals 19 stationäre Anlagen an zwölf Standorten und zwei mobile Geräte. Knapp 8,9 Millionen Fahrzeuge im Monat passierten demzufolge 2016 durchschnittlich die Anlagen. Baden-Württemberg hingegen hatte damals nur ein Gerät für einen Pilotversuch.[12]

- Die Nutzung der für die Abrechnung und Überwachung der Lkw-Maut eingesetzten Anlagen, welche auf der gleichen Technologie beruhen, nur auf Zwecke der Mauterhebung, wird zwar seit deren Einführung im Jahr 2005 von Polizei, Justiz und weiten Kreisen der Politik stark kritisiert (beispielsweise vom ehemaligen Generalbundesanwalt Nehm), wird aber weiterhin betrieben.[13]

- Seit Anfang 2012 wird in Brandenburg zur Aufklärung von Pkw-, Bau- und Landmaschinen-Diebstählen von der Polizei das automatische Kennzeichen-Erfassungssystem (KESY) für fünf Jahre befristet eingesetzt. Mit KESY könnten zur Fahndung ausgeschriebene Fahrzeuge an elf Stellen im Land geortet werden.[14][15]

Im März 2019 war bekannt geworden, dass in Brandenburg im Jahr 2018 durch 95 sich zeitlich überlagernder Gerichtsbeschlüsse täglich über 55.000 Kfz-Kennzeichen mittels KESY erfasst und auf Vorrat gespeichert wurden.
Nach Kritik durch die Landesdatenschutzbeauftragte Hartge änderte die Polizei im Februar 2020 insofern das Vorgehen, dass die Daten auf Vorrat statt unbegrenzt nun mehr maximal 3 Monate gespeichert werden.

### Einsatz in den Vereinigten Staaten
Mobile Systeme zur automatischen Nummernschilderkennung sind in den USA weit verbreitet; etwa 71 % aller Polizeiämter setzen sie ein.
Die Speicherdauer der Daten unterscheidet sich zwischen den Bundesstaaten sehr stark.
Bei einem Test an der Grenze zu Mexiko stellte sich heraus, dass von 780.000 erfassten Kennzeichen mehr als 1.300 mit einem Verbrechen in Verbindung standen, darunter auch vier Morde.
Anfang 2025 ergab die Anfrage eines Journalisten, das der Automatisierungs- und Vernetzungsgrad der automatischen Nummernschilderkennung örtlicher Polizeibehörden die quasi lückenlose Erstellung von Bewegungsprofilen im ländlichen Virginia umfasse. Zudem werde ein sogenannter „Fahrzeug-Fingerabdruck“ (car fingerprint) erstellt, der individuelle Eigenschaften der Autos erfasse und etwa Sticker an den Stoßstangen der Fahrzeuge auswerte.

### Einsatz im Vereinigten Königreich

#### Allgemeine polizeiliche Nutzung

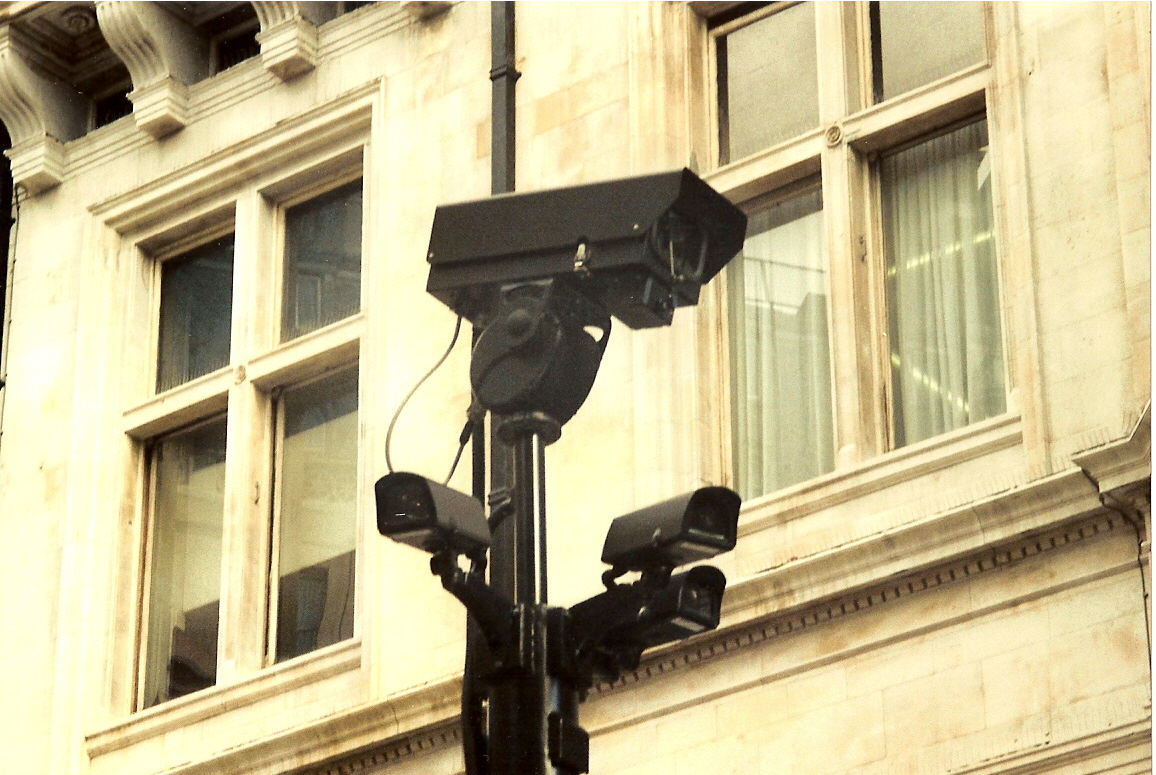
Flächendeckende Überwachung in der Londoner Innenstadt, hier abgebildet Kameras in einem Wohnviertel nahe dem Trafalgar Square

Nachdem das Kennzeichen identifiziert ist, kann es in einer polizeilichen Datenbank gesucht und eingetragen werden. Damit können etwa gestohlene Fahrzeuge entdeckt werden oder solche, die für eine Straftat genutzt wurden. Manche Systeme prüfen auch, ob die Versicherung oder Zulassung des Fahrzeuges noch gültig ist. So generierte Daten werden in der Regel zwei Jahre lang gespeichert.

#### Project Laser (Vereinigtes Königreich)
Im März 2005 wurde angekündigt, im gesamten Vereinigten Königreich über 2000 automatische Nummernschild-Erkennungssysteme zu installieren. Im Jahr 2006 sollte Großbritannien also das erste Land sein, in dem praktisch jede Fahrzeugbewegung überwacht und aufgezeichnet werden kann.
Das war eine logische Folge des Project Spectrums, bei der alle 43 Polizeieinheiten in England und Wales mit derartigen, jedoch mobilen Systemen ausgerüstet wurden. Das ursprüngliche Projekt lief von September 2002 bis März 2003, wobei die Geräte von neun Polizeieinheiten getestet wurden. Von Sommer 2003 bis Sommer 2004 lief anschließend als zweite Phase ein Feldversuch in 23 Dienststellen. Dabei wurden von der Driver and Vehicle Licensing Agency (DVLA) auch bereits Daten von unregistrierten und nicht versicherten Fahrzeugen gesammelt.
Das Projekt wurde als großer Erfolg angesehen, obwohl Berichte davon ausgehen, dass die Fehlerrate bis zu 40 % falsch erkannter Fahrzeuge betrug. Im Gegenzug führte das Projekt zu über 100 Verhaftungen pro Polizist und Jahr, was etwa dem zehnfachen Landesdurchschnitt entsprach. Weitere Tests und Änderungen am System (Einführung von Infrarot-Systemen und Software-Verbesserungen) führten dazu, dass die Fehlerrate auf 5 % gesenkt werden konnte.
Insgesamt wurden während der einjährigen Testphase etwa 28 Millionen Kennzeichen erkannt; 1,1 Millionen davon (3,9 %) konnten in der Datenbank gefunden werden. 180.543 Fahrzeuge wurden angehalten (101.775 davon unmittelbar auf Grund der automatischen Erkennung), was zu 13.499 Verhaftungen (7,5 % der Anhaltungen) und 50.910 Strafmandaten (28,2 %) führte. 1.152 gestohlene Fahrzeuge konnten entdeckt werden, Drogen im Wert von 380.000 Pfund und gestohlene Güter im Wert von 640.000 Pfund beschlagnahmt werden.
Das Hauptziel der zweiten Phase war es zu ermitteln, ob sich die Kosten des Systems amortisieren würden. Das Ergebnis war, dass lediglich 10 % der aufgewendeten Kosten wieder über Strafen eingenommen werden konnten. Es wurde aber angegeben, dass viele Bestrafte nicht pünktlich zahlten und nur deswegen dieser niedrige Wert erreicht wurde. Es wurde von den Betreibern empfohlen, das Projekt fortzusetzen und es landesweit zu installieren.

#### Rechtslage
Im Jahr 2012 hat die Regierung das Gesetz zum Schutz der Freiheiten erlassen, das mehrere Bestimmungen zur Kontrolle und Einschränkung der Erfassung, Speicherung, Speicherung und Verwendung von Informationen über Personen enthält. Nach diesem Gesetz veröffentlichte das Innenministerium 2013 einen Verhaltenskodex für den Einsatz von Überwachungskameras, einschließlich ANPR, durch Regierungs- und Strafverfolgungsbehörden. Ziel des Kodex ist es, sicherzustellen, dass ihre Verwendung als „Überwachung durch Einwilligung“ gekennzeichnet ist, und diese Einwilligung seitens der Gemeinschaft erklärt wurde. Diese Erklärung muss sich der Systembetreiber einholen Entsprechend wurden 2014 diverse Standards zur Infrastruktur sowie Datenzugriff und -verwaltung eingeführt.